# Videografie Rickyho Martina
Videografie portorického popového zpěváka Rickyho Martina. Ricky má na svém kontě 64 hudebních klipů, 8 koncertních Tour a 7 multimediálních záznamů ve formátu DVD i vydané ve dvou discích CD/DVD. Taktéž natočil několik reklam, jeho nejznámější je reklama pro Pepsi.

## Videoklipy

### 90. léta 20. století
| rok  | videoklip | Album                   | režie               | YouTube (VEVO) |
| ---- | --- | ----------------------- | ------------------- | -------------- |
| 1991 | "Fuego Contra Fuego" | Ricky Martin (1991)     | N/A                 | -              |
| 1991 | "El Amor De Mi Vida" | Ricky Martin (1991)     | N/A                 | -              |
| 1992 | "Vuelo" | Ricky Martin (1991)     | N/A                 | -              |
| 1992 | "Dime Que Me Quieres" | Ricky Martin (1991)     | N/A                 | -              |
| 1992 | "Susana" | Ricky Martin (1991)     | N/A                 | -              |
| 1992 | "Juego De Ajedrez" | Ricky Martin (1991)     | N/A                 | -              |
| 1993 | "Me Amarás" | Me Amarás               | N/A                 | -              |
| 1993 | "Que Día Es Hoy" (Remix) | Me Amarás               | N/A                 | -              |
| 1994 | "Qué Hermoso Niño (What Child Is This)" | Navidad En Las Américas | N/A                 | -              |
| 1995 | "Te Extraño, Te Olvido, Te Amo" | A Medio Vivir           | Gustavo Garzón      | -              |
| 1995 | "María" | A Medio Vivir           | N/A                 | -              |
| 1995 | "María" (Remix) | A Medio Vivir           | N/A                 | -              |
| 1996 | "Fuego De Noche, Nieve De Día" | A Medio Vivir           | Gustavo Garzón      | 10,454,455     |
| 1996 | "Bombón De Azúcar" | A Medio Vivir           | N/A                 | -              |
| 1996 | "Puedes Llegar" (with Gloria Estefan, Julio Iglesias, Plácido Domingo, Jon Secada, Alejandro Fernández, Roberto Carlos, José Luis Rodríguez "El Puma", Patricia Sosa and Carlos Vives) | Voces Unidas            | N/A                 | -              |
| 1997 | "Volverás" | A Medio Vivir           | N/A                 | -              |
| 1997 | "Dónde Estarás" | A Medio Vivir           | Pedro Aznar         | -              |
| 1997 | "No Importa La Distancia" | Vuelve                  | N/A                 | -              |
| 1998 | "Vuelve" | Vuelve                  | Wayne Isham         | 16,670,900     |
| 1998 | "The Cup Of Life" | Vuelve                  | Wayne Isham         | -              |
| 1998 | "La Copa De La Vida" | Vuelve                  | Wayne Isham         | 7,451,838      |
| 1998 | "La Bomba" | Vuelve                  | Wayne Isham         | 13,861,437     |
| 1998 | "Por Arriba, Por Abajo" | Vuelve                  | Pedro Aznar         | -              |
| 1998 | "Perdido Sin Ti" | Vuelve                  | Gustavo Garzón      | -              |
| 1998 | "Te Extraño, Te Olvido, Te Amo" (Remake Video) | A Medio Vivir           | Christophe Gstalder | 8,528,738      |
| 1998 | "María" (Remake Video) | A Medio Vivir           | Memo del Bosque     | 31,552,798     |
| 1999 | "Ask For More" (Pepsi campaign, with Janet Jackson) | Ask For More            | N/A                 | -              |
| 1999 | "Livin' La Vida Loca" | Ricky Martin (1999)     | Wayne Isham         | 60,000,000     |
| 1999 | "Livin' La Vida Loca" (Spanish version) | Ricky Martin (1999)     | Wayne Isham         | 3,558,108      |
| 1999 | "She's All I Ever Had" | Ricky Martin (1999)     | Nigel Dick          | 677,195        |
| 1999 | "Bella" | Ricky Martin (1999)     | Nigel Dick          | 7,919,086      |
| 1999 | "Shake Your Bon-Bon" | Ricky Martin (1999)     | Wayne Isham         | 762,825        |

### 0. léta 21. století
| rok  | videoklip                                             | Album               | režie                      | YouTube (VEVO) |
| ---- | ----------------------------------------------------- | ------------------- | -------------------------- | -------------- |
| 2000 | "Private Emotion" (with Meja)                         | Ricky Martin (1999) | Francis Lawrence           | 8,029,319      |
| 2000 | "She Bangs"                                           | Sound Loaded        | Wayne Isham                | 19,223,448     |
| 2000 | "She Bangs" (Spanish version)                         | Sound Loaded        | Wayne Isham                | 3,519,866      |
| 2001 | "Nobody Wants To Be Lonely" (with Christina Aguilera) | Sound Loaded        | Wayne Isham                | 1,067,358      |
| 2001 | "Sólo Quiero Amarte"                                  | La Historia         | Wayne Isham                | 2,104,049      |
| 2001 | "Loaded"                                              | Sound Loaded        | Bob Giraldi                | 2,195,443      |
| 2001 | "Dame Más (Loaded)"                                   | Sound Loaded        | Bob Giraldi                | -              |
| 2003 | "Tal Vez"                                             | Almas Del Silencio  | Kacho López & Carlos Pérez | 3,007,394      |
| 2003 | "Jaleo"                                               | Almas Del Silencio  | Kacho López & Carlos Pérez | 3,051,680      |
| 2003 | "Asignatura Pendiente"                                | Almas Del Silencio  | N/A                        | -              |
| 2003 | "Juramento"                                           | Almas Del Silencio  | Joseph Kahn                | 764,920        |
| 2004 | "Y Todo Queda En Nada"                                | Almas Del Silencio  | Gustavo Garzón             | 8,727,094      |
| 2005 | "I Don't Care" (with Fat Joe and Amerie)              | Life                | Diane Martel               | 11,064,916     |
| 2005 | "Qué Más Da" (with Fat Joe and Debi Nova)             | Life                | Diane Martel               | 7,151,483      |
| 2005 | "It's Alright"                                        | Life                | Simon Brand                | -              |
| 2005 | "Déjate Llevar"                                       | Life                | Simon Brand                | 1,369,512      |
| 2006 | "Tu Recuerdo" (with La Mari and Tommy Torres)         | MTV Unplugged       | Manny Rodríguez            | 16,506,324     |
| 2007 | "Non Siamo Soli" (with Eros Ramazzotti)               |                     | Wayne Isham                | 6,443,317      |
| 2007 | "No Estamos Solos" (with Eros Ramazzotti)             | samostatný singl    | Wayne Isham                | 3,999,249      |

### 10. léta 21. století
| rok  | videoklip                                                            | Album                                                         | režie                     | YouTube (VEVO) |
| ---- | -------------------------------------------------------------------- | ------------------------------------------------------------- | ------------------------- | -------------- |
| 2011 | "The Best Thing About Me Is You"                                     | Música + Alma + Sexo                                          | Carlos Pérez              | 10,000,000     |
| 2011 | "Lo Mejor De Mi Vida Eres Tú"                                        | Música + Alma + Sexo                                          | Carlos Pérez              | 33,000,000     |
| 2011 | "Más"                                                                | Música + Alma + Sexo                                          | Simon Brand               | -              |
| 2011 | "Frío" (with Wisin & Yandel)                                         | Música + Alma + Sexo                                          | Carlos Pérez              | 32,461,103     |
| 2011 | "Samba" (with Claudia Leitte)                                        | Música + Alma + Sexo                                          | Flavia Moraes             | -              |
| 2012 | "High Flying, Adored" (with Elena Roger)                             | Evita (New Broadway Cast Recording)                           | N/A                       | 156,168        |
| 2012 | "Buenos Aires" (with Elena Roger)                                    | Evita (New Broadway Cast Recording)                           | N/A                       | -              |
| 2013 | "Más Y Más" (with Draco Rosa)                                        | Vida (Draco Rosa)                                             | Carlos Pérez              | 4,661,619      |
| 2013 | "Come With Me" (Lyric video)                                         | Samostatný singl                                              | N/A                       | 420,527        |
| 2013 | "Come With Me"                                                       | Samostatný singl                                              | Carlos Pérez              | 17,184,235     |
| 2013 | "Come With Me" (Spanglish version)                                   | Samostatný singl                                              | Carlos Pérez              | 5,708,865      |
| 2014 | "Más Y Más" (Lyric video, with Draco Rosa)                           | Vida (Draco Rosa)                                             | N/A                       | 115, 443       |
| 2014 | "Adrenalina" (with Wisin featuring Jennifer Lopez)                   | El Regreso Del Sobreviviente                                  | Jessy Terrero             | 309,985,563    |
| 2014 | "Adrenalina" (Spanglish version, featuring Jennifer Lopez and Wisin) | Samostatný singl                                              | Jessy Terrero             | 1, 587,195     |
| 2014 | "Vida"                                                               | One Love, One Rhythm – The 2014 FIFA World Cup Official Album | Kátia Lund and Lívia Gama | 45,000,000     |
| 2014 | "Vida" (Lyric video, Spanish Version)                                | –                                                             | N/A                       | 2,728,100      |
| 2014 | "Vida" (Lyric video, Portuguese Version)                             | –                                                             | N/A                       | 238 ,187       |
| 2014 | "Vida" (Lyric video)                                                 | –                                                             | N/A                       | 399,223        |
| 2014 | "Vida" (Spanglish Version)                                           | One Love, One Rhythm – The 2014 FIFA World Cup Official Album | Kátia Lund and Lívia Gama | 184 552        |
| 2014 | "Adiós" (Spanish/French Version)                                     | A Quien Quiera Escuchar                                       |                           | 1,641,579      |
| 2014 | "Adiós" (English Version)                                            | A Quien Quiera Escuchar                                       | 35,041,921                |                |
| 2015 | "Disparo al Corazón"                                                 | A Quien Quiera Escuchar                                       | 12,620,887                |                |
| 2015 | "Mr. Put It Down" (Lyric Video)                                      | –                                                             | –                         | 714,796        |
| 2015 | "La Mordidita"                                                       | A Quien Quiera Escuchar                                       | Simon Brand               | 6 656 518+     |